# Bazoches-sur-Vesles
Bazoches-sur-Vesle é uma comuna francesa na região administrativa de Altos da França, no departamento de Aisne. Estende-se por uma área de 9,49 km². Em 2010 a comuna tinha 462 habitantes (densidade: 48,7 hab./km²).